# Ruppertsweiler
Ruppertsweiler ist eine Ortsgemeinde im Landkreis Südwestpfalz in Rheinland-Pfalz. Sie gehört der Verbandsgemeinde Pirmasens-Land an.

## Geographie

### Lage
Ruppertsweiler liegt Wasgau, wie der Südteil des Pfälzerwaldes auch genannt wird. 66,1 % der Gemarkungsfläche sind bewaldet. Die nächste größere Stadt ist das westlich gelegene Pirmasens. Nachbargemeinden sind – im Uhrzeigersinn – Münchweiler an der Rodalb, Hinterweidenthal und Lemberg.

### Erhebungen und Gewässer
Im Osten der Gemarkung erhebt sich der 434 Meter hohe Schnepfenberg sowie das 333 Meter hohe Langeck.
Die Rodalb streift den südöstlichen Rand des Siedlungsgebiets und bildet teilweise die Grenze zu Lemberg. Im Osten bildet der Salzbach die Gemarkungsgrenze zu Hinterweidenthal.

## Geschichte

### Mittelalter und frühe Neuzeit
Das Dorf Ruppertsweiler lag im Amt Lemberg der Grafschaft Zweibrücken-Bitsch und dort in der Amtsschultheißerei Lemberg.
1570 verstarb Graf Jakob von Zweibrücken-Bitsch (* 1510; † 1570) als letztes männliches Mitglied seiner Familie. Das Amt Lemberg erbte seine Tochter, Ludovica Margaretha von Zweibrücken-Bitsch, die mit dem (Erb-)Grafen Philipp (V.) von Hanau-Lichtenberg verheiratet war. Ihr Schwiegervater, Graf Philipp IV. von Hanau-Lichtenberg, gab durch die sofortige Einführung des lutherischen Bekenntnisses dem streng römisch-katholischen Herzog Karl III. von Lothringen Gelegenheit, militärisch zu intervenieren, da dieser die Lehnshoheit über die ebenfalls zum Erbe gehörende Herrschaft Bitsch besaß. Im Juli 1572 besetzten lothringische Truppen die Grafschaft. Da Philipp IV. der lothringischen Übermacht nicht gewachsen war, wählte er den Rechtsweg. Beim anschließenden Prozess vor dem Reichskammergericht konnte sich Lothringen hinsichtlich der Herrschaft Bitsch durchsetzen, das Amt Lemberg dagegen – und somit auch Ruppertsweiler – wurde der Grafschaft Hanau-Lichtenberg zugesprochen.
1736 starb mit Graf Johann Reinhard III. der letzte männliche Vertreter des Hauses Hanau. Aufgrund der Ehe seiner einzigen Tochter, Charlotte (* 1700; † 1726), mit dem Erbprinzen Ludwig (VIII.) (* 1691; † 1768) von Hessen-Darmstadt fiel die Grafschaft Hanau-Lichtenberg nach dort. Im Zuge der Französischen Revolution fiel dann der linksrheinische Teil der Grafschaft Hanau-Lichtenberg – und damit auch das Amt Lemberg und Ruppertsweiler – 1794 an Frankreich.

### Jüngere Geschichte
Von 1798 bis 1814, als die Pfalz Teil der Französischen Republik (bis 1804) und anschließend Teil des Napoleonischen Kaiserreichs war, war der Ort in den Kanton Pirmasens eingegliedert und unterstand der Mairie Pirmasens. 1815 hatte die Gemeinde insgesamt 150 Einwohner. Nach dem Ende der napoleonischen Herrschaft wurde der Ort im selben Jahr zunächst Österreich zugeschlagen. Bereits ein Jahr später kam Ruppertsweiler zum bayerischen Rheinkreis.
Von 1818 bis 1862 gehörte der Ort dem Landkommissariat Pirmasens an; aus diesem ging das Bezirksamt Pirmasens hervor. 1939 wurde Ruppertsweiler in den Landkreis Pirmasens (ab 1997 Landkreis Südwestpfalz) eingegliedert. Nach dem Zweiten Weltkrieg wurde die Gemeinde innerhalb der französischen Besatzungszone Teil des damals neu gebildeten Landes Rheinland-Pfalz. Im Zuge der ersten rheinland-pfälzischen Verwaltungsreform wurde die Gemeinde 1972 der neugeschaffenen Verbandsgemeinde Pirmasens-Land zugeordnet.

## Religion
Im Jahr 1202 bildete Ruppertsweiler eine Filiale der Pfarrei Pirmasens.

## Politik

### Gemeinderat
Der Gemeinderat in Ruppertsweiler besteht aus 16 Ratsmitgliedern, die bei der Kommunalwahl am 9. Juni 2024 in einer Mehrheitswahl gewählt wurden, und dem ehrenamtlichen Ortsbürgermeister als Vorsitzendem.
Die Sitzverteilung im Gemeinderat:
| Wahl | SPD               | CDU               | FWG               | Gesamt     |
| ---- | ----------------- | ----------------- | ----------------- | ---------- |
| 2024 | per Mehrheitswahl | per Mehrheitswahl | per Mehrheitswahl | 16 Sitze   |
| 2019 | 3                 | 3                 | 10                | 16 Sitze0  |
| 2014 | 4                 | 3                 | 9                 | 16 Sitze00 |
| 2009 | 4                 | 3                 | 9                 | 16 Sitze00 |
| 2004 | 5                 | 5                 | 6                 | 16 Sitze00 |

### Bürgermeister
Herbert Heid (CDU) wurde am 1. Juli 2024 Ortsbürgermeister von Ruppertsweiler. Bei der Direktwahl am 9. Juni 2024 war er mit einem Stimmenanteil von 74,33 % für fünf Jahre gewählt worden.
Heids Vorgänger Guido Hahn (FWG), der das Amt fünf Jahre ausgeübt hatte, war nicht erneut angetreten. Von 2009 bis 2019 war Hans Föller (FWG) Ortsbürgermeister von Ruppertsweiler.

### Wappen
| Wappen von Ruppertsweiler | Blasonierung: „Von Grün und Gold gespalten, rechts ein silbernes Horn mit rotgoldener Quaste, links drei rote Sparren.“ |
| Wappen von Ruppertsweiler | Wappenbegründung: Die Sparren entstammen dem Wappen von Hanau-Lichtenberg.                                              |

Die Flagge ist Weiß-Grün.

## Kultur

### Kulturdenkmäler
Vor Ort befinden sich insgesamt vier Objekte, die unter Denkmalschutz stehen.

### Bräuche
Vor Ort wird der Pfingstquack praktiziert, bei dem es sich um eine regionale Variante des Pfingstsingens handelt.

## Wirtschaft und Infrastruktur

### Verkehr
Ruppertsweiler ist über untergeordnete Straßen zu erreichen. Die Kreisstraße 36 verbindet die Gemeinde mit Münchweiler und Lemberg. Von dieser zweigt die Kreisstraße 92 Richtung Hinterweidenthal ab. Nordöstlich führt die B 10 vorbei. Über sie besteht zusätzlich Anschluss an die A 62 im Westen.

### Militär
Nach dem Zweiten Weltkrieg wurde der Ort Bestandteil der sogenannten Pirmasens Military Community. Auf dem Gemeindegebiet befanden sich der NATO-Kommandobunker „Arius RUF 1“, der als Ausweichsitz des NATO-Hauptquartiers AIRNORTH diente, sowie das Ruppertsweiler Warehouse 7608 und die Ruppertsweiler Ammo Area 65, die alle 1992 aufgegeben wurden. Bis dahin befand sich vor Ort außerdem ein Soldatensender des American Forces Network.

## Persönlichkeiten
- Helmut Adamzyk (1926–1996), Politiker (CDU, SPD), war zeitweise Volksschullehrer in Ruppertsweiler